# Vauchelles-lès-Authie
Vauchelles-lès-Authie är en kommun i departementet Somme i regionen Hauts-de-France i norra Frankrike. Kommunen ligger i kantonen Acheux-en-Amiénois som tillhör arrondissementet Amiens. År 2022 hade Vauchelles-lès-Authie 135 invånare.

## Befolkningsutveckling
Antalet invånare i kommunen Vauchelles-lès-Authie
| Referens: INSEE |